# 한국생물공학회 학술지
한국생물공학회 학술지(영어: KSBB Journal)은 한국생물공학회에서 생물공학 분야 연구자들의 학술정보를 교류하기 위하여 정기적으로 발행하는 학술지이다. 생물공학 분야에 종사하는 학계, 연구소, 산업계 연구자들에게 정보를 제공하는 것을 목적으로 하고 있다. 게재하는 논문의 연구 분야는 생물공학 분야 전반을 대상으로 한다.

## 분야
미생물공학, 효소공학, 유전자공학, 대사공학, 바이오신소재, 해양생물공학, 환경생물 및 에너지, 세포치료 및 조직공학, 동물세포공학 및 식물세포공학, 바이오센서 및 바이오칩, 식품 및 화장품, 바이오의약 및 약물전달, 생물분리정제.

## 특징
연 4회 정시발행과 생물공학관련 총평, 연구논문 및 단보를 게재하고 있으며 전문 심사위원 풀제 및 심사 및 발간이 이루어지고 있다. KSBB Jouranl은 한국생물공학회지로 출발하여 24년의 역사를 가지고 있으며 연 120편 내외의 논문이 게재되고 있다. 또한 한국학술진흥재단의 KSCI 등재지이며 SCI-e 등재 심사 중에 있다. 